# الگو (فیلم)
«الگو» (انگلیسی: Patterns (film)) یک فیلم است که در سال ۱۹۵۶ منتشر شد. از بازیگران آن می‌توان به وان هفلین، اورت اسلون، و اد بگلی اشاره کرد.